# SN 1990S
SN 1990S – supernowa typu IIn odkryta 22 lipca 1990 roku w galaktyce M-05-29-06. W momencie odkrycia miała maksymalną jasność 15,50m.